# Resolução 233 do Conselho de Segurança das Nações Unidas
A Resolução 233 do Conselho de Segurança das Nações Unidas aprovada em em 6 de junho de 1967, após um relatório verbal do Secretário-Geral sobre o início dos conflitos e a situação no Oriente Médio, o Conselho convidou os governos interessados a tomar todas as medidas para a cessação imediata de todas as atividades militares na região e solicitou ao Secretário-Geral que mantenha o Conselho prontamente informado sobre a situação.